# 백자 사옹원인
백자 사옹원인(白磁 司饔院印)은 대한민국 서울특별시 성북구 간송미술관에 있는 조선시대 궁중에서 식사와 음식을 담당한 중앙관청 중 하나인 사옹원(司饔院)에서 사용하기 위해 만든 백자인장이다. 2018년 2월 22일 대한민국의 보물 제1974호로 지정되었다.

## 개요
‘백자 사옹원인’은 조선 궁중에서 식사와 음식을 담당한 중앙관청 중 하나인 사옹원(司饔院)에서 사용하기 위해 만든 백자인장이다. 일반적으로 보인(寶印)의 경우 인끈을 달아 묶었던 점과는 달리 백자 상형연적처럼 사자 형상을 만들어 붙인 점이 독특하다. 또한 사자 형상을 정교하고 세밀한 기법으로 조각한 후 청채(靑彩)와 동채(銅彩)로 장식한 것은 조선후기 백자 조성방법 가운데 가장 수준 높은 기법에 속한다. 이 작품은 실제 인장으로 사용한 유물이자 조선시대 관청에서 금속이나 석재 인장 이외에 백자를 인장으로 사용했음을 알려준다는 점에서 역사적 의미가 크다.
현존하는 관인(官印) 가운데 ‘사옹원인(司饔院印)’ 자체가 드물고 백자로 제작된 사례로는 유일할 뿐 아니라 시대성과 조형미를 모두 갖추고 있는 뛰어난 작품이다.

## 참고 자료
- 백자 사옹원인 - 국가유산청 국가유산포털